# Liste des albums musicaux numéro un au Billboard 200 en 1994
Cette page présente les albums musicaux numéro 1 chaque semaine en 1994 au Billboard 200, le classement officiel des ventes d'albums aux États-Unis établi par le magazine Billboard. Les cinq meilleures ventes de l'année sont également listées.

## Classement hebdomadaire
| Date         | Artiste(s)              | Titre                                        | Référence |
| ------------ | ----------------------- | -------------------------------------------- | --------- |
| 1er janvier  | Mariah Carey            | Music Box                                    |           |
| 8 janvier    | Mariah Carey            | Music Box                                    |           |
| 15 janvier   | Snoop Doggy Dogg        | Doggystyle                                   |           |
| 22 janvier   | Mariah Carey            | Music Box                                    |           |
| 29 janvier   | Mariah Carey            | Music Box                                    |           |
| 5 février    | Mariah Carey            | Music Box                                    |           |
| 12 février   | Alice in Chains         | Jar of Flies                                 |           |
| 19 février   | John Michael Montgomery | Kickin' It Up                                |           |
| 26 février   | Toni Braxton            | Toni Braxton                                 |           |
| 5 mars       | Mariah Carey            | Music Box                                    |           |
| 12 mars      | Mariah Carey            | Music Box                                    |           |
| 19 mars      | Toni Braxton            | Toni Braxton                                 |           |
| 26 mars      | Soundgarden             | Superunknown                                 |           |
| 2 avril      | Ace of Base             | The Sign                                     |           |
| 9 avril      | Pantera                 | Far Beyond Driven                            |           |
| 16 avril     | Bonnie Raitt            | Longing in Their Hearts                      |           |
| 23 avril     | Pink Floyd              | The Division Bell                            |           |
| 30 avril     | Pink Floyd              | The Division Bell                            |           |
| 7 mai        | Pink Floyd              | The Division Bell                            |           |
| 14 mai       | Pink Floyd              | The Division Bell                            |           |
| 21 mai       | Tim McGraw              | Not a Moment Too Soon                        |           |
| 28 mai       | Tim McGraw              | Not a Moment Too Soon                        |           |
| 4 juin       | Bande originale         | The Crow: Original Motion Picture Soundtrack |           |
| 11 juin      | Ace of Base             | The Sign                                     |           |
| 18 juin      | Beastie Boys            | Ill Communication                            |           |
| 25 juin      | Stone Temple Pilots     | Purple                                       |           |
| 2 juillet    | Stone Temple Pilots     | Purple                                       |           |
| 9 juillet    | Stone Temple Pilots     | Purple                                       |           |
| 16 juillet   | Bande originale         | Le Roi Lion                                  |           |
| 23 juillet   | Bande originale         | Le Roi Lion                                  |           |
| 30 juillet   | Bande originale         | Le Roi Lion                                  |           |
| 6 août       | Bande originale         | Le Roi Lion                                  |           |
| 13 août      | Bande originale         | Le Roi Lion                                  |           |
| 20 août      | Bande originale         | Le Roi Lion                                  |           |
| 27 août      | Bande originale         | Le Roi Lion                                  |           |
| 3 septembre  | Bande originale         | Le Roi Lion                                  |           |
| 10 septembre | Bande originale         | Le Roi Lion                                  |           |
| 17 septembre | Boyz II Men             | II                                           |           |
| 24 septembre | Boyz II Men             | II                                           |           |
| 1er octobre  | Eric Clapton            | From the Cradle                              |           |
| 8 octobre    | Boyz II Men             | II                                           |           |
| 15 octobre   | R.E.M.                  | Monster                                      |           |
| 22 octobre   | R.E.M.                  | Monster                                      |           |
| 29 octobre   | Boyz II Men             | II                                           |           |
| 5 novembre   | Bande originale         | Murder Was the Case                          |           |
| 12 novembre  | Bande originale         | Murder Was the Case                          |           |
| 19 novembre  | Nirvana                 | MTV Unplugged in New York                    |           |
| 26 novembre  | Eagles                  | Hell Freezes Over                            |           |
| 3 décembre   | Eagles                  | Hell Freezes Over                            |           |
| 10 décembre  | Kenny G                 | Miracles: The Holiday Album                  |           |
| 17 décembre  | Kenny G                 | Miracles: The Holiday Album                  |           |
| 24 décembre  | Pearl Jam               | Vitalogy                                     |           |
| 31 décembre  | Kenny G                 | Miracles: The Holiday Album                  |           |

## Classement annuel
Les 5 meilleures ventes d'albums de l'année aux États-Unis selon Billboard :
1. Ace of Base - The Sign
2. Mariah Carey - Music Box
3. Snoop Doggy Dog - Doggystyle
4. Bande originale - Le Roi Lion
5. Counting Crows - August and Everything After